# Computação no limite
Na teoria da computabilidade, uma função é chamada limite computável se é o limite de uma seqüência uniforme de funções computáveis. Os termos computáveis no limite e limite recursiva são também utilizados. Pode-se pensar que as funções computáveis como limite aqueles admitindo-se um processo de adivinhação, eventualmente, correto computável no seu verdadeiro valor. Um conjunto é limite computável apenas quando a sua função característica é o limite computável.
Se a seqüência é relativo uniforme computável para D, então a função é computável limite em D.

## Definição formal
A função total função {\displaystyle r(x)} é o limite computável se existe uma função total computável {\displaystyle {\hat {r}}(x,s)}  de tal modo que {\displaystyle \displaystyle {\hat {r}}=\lim _{s\to \infty }{\hat {r}}(x,s)}.
A função de função total {\displaystyle r(x)} é limite computável em D se existe uma função função total{\displaystyle {\hat {r}}(x,s)}  computável em D também satisfaz {\displaystyle \displaystyle {\hat {r}}=\lim _{s\to \infty }{\hat {r}}(x,s)}.
Um conjunto de números naturais é definido para ser computável no limite se e apenas se a sua função característica é computável no limite. Em contraste, o conjunto é computável se e apenas se for computável no limite por uma função {\displaystyle \phi (t,i)}  e existe uma segunda função computável que recebe a entrada i e retorna um valor de t suficientemente grande a  {\displaystyle \phi (t,i)}.

## Lema
Os estados limites lema de que um conjunto de números naturais é limite computável se e somente se o conjunto é computável de {\displaystyle 0'}. Os estados limites relativizados lema de que um conjunto é limitar computável em {\displaystyle D} se e somente se é computável de {\displaystyle D'}.
Note-se que o lema limite (e sua relativização) manter uniformemente. Assim, pode-se ir de um índice para a função {\displaystyle {\hat {r}}(x,s)} de um índice para {\displaystyle {\hat {r}}(x)}  relativa à {\displaystyle 0'}. Pode-se também ir de um índice para {\displaystyle {\hat {r}}(x)}  relativa à {\displaystyle 0'} para um índice para alguns {\displaystyle {\hat {r}}(x,s)}  que tem limite {\displaystyle {\hat {r}}(x)}.

### Prova
Como {\displaystyle 0'} é um conjunto computavelmente enumerável, ele deve ser computável no próprio limite como a função computável pode ser definida
{\displaystyle \displaystyle {\hat {r}}(x,s)={\begin{cases}1&{\text{se sequencialmente }}s,x{\text{ tem sido enumerável}}0'\\0&{\text{se não}}\end{cases}}}
cujo limite {\displaystyle r(x)} como {\displaystyle s} vai para o infinito é a função característica de {\displaystyle 0'}.
É, portanto, suficiente para mostrar que se a computabilidade limite é preservada pela redução de Turing. Conjuntos Fix {\displaystyle X,Y} que são identificados com as suas funções característicos e uma função computável {\displaystyle X_{s}} com limite  {\displaystyle X}. Suponha-se que  para alguma redução Turing  e definir uma função computável  como segue:
{\displaystyle \displaystyle Y_{s}(z)={\begin{cases}\phi ^{X_{s}}(z)&{\text{if }}\phi ^{X_{s}}{\text{ converge em no máximo }}s{\text{ passos.}}\\0&{\text{caso contrário}}\end{cases}}}
Agora, suponha que o cálculo {\displaystyle \phi ^{X}(z)} converge em {\displaystyle s} passos e só olha para os primeiros {\displaystyle s}  bits de {\displaystyle X}. Agora escolha {\displaystyle s'>s} de tal modo que para todos {\displaystyle z<s+1} {\displaystyle X_{s'}(z)=X(z)}. Se {\displaystyle t>s'} em seguida o cálculo {\displaystyle \phi ^{X_{t}}(z)} converge em, no máximo {\displaystyle s'<t} passos para {\displaystyle \phi ^{X}(z)}. Por isso {\displaystyle Y_{s}(z)} tem um limite de  {\displaystyle \phi ^{X}(z)=Y(z)}, então {\displaystyle Y} é limite computável.
À medida que o {\displaystyle \Delta _{2}^{0}}  conjuntos são apenas os conjuntos computáveis a partir de {\displaystyle 0'}  pelo teorema Post, o lema limite também implica que os conjuntos limite computáveis são os {\displaystyle \Delta _{2}^{0}}  conjuntos.

### Limite computável números reais
Um número real x é limite computável, se houver uma sequência computável {\displaystyle r_{i}} de números racionais (ou, o que é equivalente, computáveis números reais ), que converge para x. Em contraste, um número real é computável se e apenas se existe uma sequência de números racionais que converge a ele e que tem uma computável módulo de convergência .
Quando um número real é visto como uma sequência de bits, a seguinte definição equivalente porões. Uma seqüência infinita {\displaystyle \omega } de dígitos binários é computável no limite se e somente se existe uma função total computável {\displaystyle \phi (t,i)}  tendo valores no conjunto {\displaystyle \{0,1\}}  de tal modo que para cada i limite do {\displaystyle \lim _{t\rightarrow \infty }\phi (t,i)} existe e é igual {\displaystyle \omega (i)}. Assim, para cada i, tal como t aumenta o valor do  {\displaystyle \phi (t,i)} eventualmente torna-se constante e igual a {\displaystyle \omega (i)}. Tal como acontece com o caso de computáveis números reais, não é possível de forma eficaz mover-se entre as duas representações de reais limite computáveis.

### Exemplos
- real cujo binário expansão codifica o problema da parada é computável no limite, mas não computável.
- real cujo binário expansão codifica o conjunto verdade de primeira ordem aritmética não é computável no limite.